# Christian Terni
Christian Terni (Cernusco sul Naviglio, 3 marzo 1972) è un allenatore di calcio ed ex calciatore italiano, di ruolo difensore, allenatore in seconda della Juventus Next Gen.

## Carriera

### Giocatore
Debutta in Serie C1 a 20 anni con il Monza, e in seguito gioca nella Solbiatese in Serie C2 e nel Corsico nel CND.
Nel 1995 approda al Varese, restandovi per sei complessive stagioni (le prime tre in Serie C2 e poi, dopo la promozione del 1998, altre tre in Serie C1).
Nel 2001 passa al Como in Serie B dove è tra i titolari della squadra che vince il campionato ottenendo la promozione in Serie A.
La stagione seguente resta in Serie B con la maglia della Ternana rimanendovi due stagioni. Successivamente giocherà un'altra annata in cadetteria alla Salernitana e poi due altri scorci di stagione con Cremonese ed Avellino.
In seguito giocherà nella Pro Patria in Serie C1, prima di chiudere la carriera in Serie C2 con Sansovino, Rovigo e Casale.
In carriera ha totalizzato 138 presenze e 2 reti in Serie B.

### Allenatore
Dal 2010 ricopre l'incarico di vice allenatore del Casale in Lega Pro Seconda Divisione. La stagione successiva entro nello staff tecnico delle giovanili del Novara, guidando gli allievi regionali. Dal 2011 al 2015 è nello staff delle giovanili del Novara. Confermato anche per la stagione 2015/2016, e la successiva, per guidare formazione degli Allievi nazionali. La stagione 2018/2019 lo vede sulla panchina degli Under 17 del Milan, confermato la stagione successiva alla guida degli Under 18 rossoneri.  Dal 2022 alla guida della U18 del Milan .
Nell'estate 2024 entra nello staff di Massimo Brambilla diventando il suo viceallenatore al Foggia. L'intero staff si dimette il 1 novembre e il 12 novembre 2024, dopo l'esonero di Paolo Montero, segue Brambilla alla Juventus Next Gen sempre con il ruolo di vice..

## Palmarès
- Campionato italiano Serie C2: 1

Varese: 1997-1998
- Campionato italiano di Serie B: 1

Como: 2001-2002